# Jožef Petkovšek
Jožef Petkovšek, slovenski slikar, * 7. marec 1861, Verd, † 22. april 1898, Ljubljana.
Petkovšek je eden najbolj samoniklih slovenskih slikarjev 19. stoletja. Njegovo delo označujeta žanrska in krajinarska tematika, v katerih išče ekspresivni izraz, vpadljiva je tudi nedokončanost slik. Na njegovi najbolj znani sliki Doma je mati upodobljena z nedokončano roko. Slikarjeva tragična življenjska zgodba se je končala v Kranjski deželni blaznici Studenec pri Ljubljani.

## Petkovškova mladost
Rodil se je na Verdu, kot najmlajši med šestimi otroci. Oče je bil bogat kmečki posestnik, vendar je umrl že tri leta po Jožefovem rojstvu. Po očetovi smrti je prevzel posestvo starejši sin Matevž, ki pa je leta 1866 zbolel za kolero in umrl. Posestvo je za njim prevzel mladoletni sin Jože, kateremu so določili varuha, s  posestvom pa je dejansko upravljal Petkovškov sosed, žagar in posestnik Franc Kotnik, ki je imel tudi precejšen vpliv na razvoj mladoletnega Jožefa. Jožef je hodil najprej v ljudsko šolo na Vrhniki, kasneje pa v Idrijo. Obiskoval je tudi Realko v Ljubljani, vendar je tam zdržal le tri leta, nato se je vrnil na Verd. Mati mu je svetovala, naj se loti kmetovanja, njegov varuh posestnik Kotnik pa mu je prigovarjal, naj le študira, saj je dovolj nadarjen. Kljub temu se ni mogel odločiti ne za eno, ne za drugo, pač pa je raje odhajal veseljačit z mladimi vaškimi fanti, ob tem pa je napravil tudi precej dolgov. Po mnogih materinih opominih proti takemu početju, se je nenadoma odločil ter se prijavil za prostovoljca v bosansko okupacijsko vojsko. To je bil nepreračunljiv korak 18-letnega fanta, s katerim se je njegovo življenje obrnilo v popolnoma novo smer. Vojaščina je mlademu fantu sicer pomagala do samostojnosti, vendar ga je zaznamovala z brezobzirnostjo. Po okupaciji Bosne se je vrnil na Verd, je še naprej zapravljal denar in se pričel ukvarjati s slikanjem. Znanci so ga napotili k slikarju Simonu Ogrinu na Vrhniko, ki je bil ilustrator Stritarjevega Zvona. Ogrinu Petkovškov neorganiziran značaj ni bil všeč. Vseeno ga je naučil nekaj slikarskih veščin, kakršne so pač imeli slikarji dunajske akademije. Ogrin je bil pač slab risar z okusom povprečnega malomeščana, izdeloval je cerkvene freske in slike, Petkovška pa je poslal na Dunaj, da je zanj kopiral nekaj slik. Na Ogrinov nasvet je Petkovšek odšel leta 1882 v Benetke in poizkusil slikati na akademiji, vendar med učence ni bil nikoli vpisan. Petkovšek je na akademiji pozorno opazoval organiziran slikarski pouk, ki je bil poln klasicistične doktrine in od sveta ter življenja odmaknjenih receptov. Molmentijeva šola ga je razočarala, vendar pa ga je južnjaško življenje tako pritegnilo, da se je še večkrat vračal v Benetke.

## Ohranjene slike
Mnoge slike je Petkovšek sam uničil, nekatere je razrezal, nekatere zgolj prebarval, verjetno zaradi pomanjkanja materiala za nove. Narodna galerija Ljubljana je tako našla sledeče njegove slike:
- Baletka
- Beneška kuhinja
- Bosanka
- Doma
- Genij Slave
- Italijanova glava
- Izplačevanje koscev
- Krajina ob reki
- Kristusovo polaganje v grob
- Perice ob Ljubljanici
- Počitek pri košnji
- Portret Teodorja Filipesca
- Štorklja in zamorček
- Študija- dekliške glave
- Študija- moške glave
- Študija- beneške kuhinje
- Študija- Kranjice